# Лама-де-Аркуш
Лама-де-Аркуш (порт. Lama de Arcos)  —  район (фрегезия) в Португалии,  входит в округ Вила-Реал. Является составной частью муниципалитета  Шавеш. По старому административному делению входил в провинцию Траз-уж-Монтиш и Алту-Дору. Входит в экономико-статистический  субрегион Алту-Траз-уш-Монтеш, который входит в Северный регион. Население составляет 425 человек на 2001 год. Занимает площадь 13,39 км².